# Psychotria straminea
Psychotria straminea är en måreväxtart som beskrevs av John Hutchinson. Psychotria straminea ingår i släktet Psychotria och familjen måreväxter. Inga underarter finns listade i Catalogue of Life.